# راد ريسر
راد ريسر (بالإنجليزية:Rad Racer)، وتسمى في النسخة اليابانية هايواي ستار (Highway Star) (باليابانية:ハイウェイスター)، هي لعبة فيديو من إنتاج وتطوير شركة سكوير اليابانية، ومن نشر شركة نينتندو، صدرت اللعبة سنة 1987، وتعمل على منصة بلاي شويس-10 على آركيد، و نينتندو إنترتينمنت سيستم على المنصة المنزلية.

## المواقع الخارجية
- راد ريسر على موبي غيمز
- Classic Game Room HD - RAD RACER for Nintendo NES review
- Classic Game Room - RAD RACER II review for NES